# خفاش بینی‌لوله‌ای کهتر
خفاش بینی‌لوله‌ای کهتر (نام علمی: Nyctimene minutus) نام یک گونه از سرده خفاش‌های میوه‌خوار بینی‌لوله‌ای است.